# Чемпіонат Чехословаччини з футболу 1918
Чемпіонат чехословацького футбольного союзу 1918 — перший розіграш чемпіонату Чехословаччини. Найсильніші команди країни виступали у середньочеській лізі, переможцем якої стала празька «Славія» з різницею голів 53:3.

## Середньочеська ліга
Інформація про турнір не повна. Відомо, які місця зайняли команди. «Славія» виграла всі матчі з загальним рахунком 53:3.
|   | Команди           |
| - | ----------------- |
| 1 | Славія (Прага)    |
| 2 | Спарта (Прага)    |
| 3 | Вршовіце (Прага)  |
| 4 | Вікторія (Жижков) |
| 5 | Уніон (Жижков)    |
| 6 | Метеор-VIII       |
| 7 | СК Прага VII      |
| 8 | Лібень (Прага)    |
| 9 | Сміхов (Прага)    |

### Матчі
| 10.03 - Спарта — Сміхов — 5:0 - Уніон — Прага XV — 2:1 - Вікторія — Лібень — 7:1 (Прокоп-3, Філіповський-2, Бобби-2) - Вршовіце — Метеор VIII — 5:3 17.03 - Славія — Лібень — 10:0 (Бєлка, Ванік-5, Седлачек-4) - Спарта — Прага XV — 2:0 - Уніон — Вршовіце — 0:2 - Вікторія — Метеор ХІІІ — 4:0 24.03 - Сміхов — Прага XV — 5:0 25.03 - Спарта — Вршовіце — 8:2 - Славія — Метеор ХІІІ — 8:0 (Прошек-6, Лоос, Седлачек) 7.04 - Славія — Уніон — 5:0 (Ванік-2, Фіхта, Бєлка, ?) - Сміхов — Вршовіце — 1:1 - Метеор VIII — Лібень — 0:0 | 15.04 - Уніон — Лібень — 2:2 - Вікторія — Сміхов — 2:0 (Прокоп-2) - Прага XV — Вршовіце — 2:1 21.04 - Уніон — Метеор VIII — 0:1 - Славія — Сміхов — 11:2 (Ванік-2, Седлачек-5, Бєлка-2, Прошек-2) - Вікторія — Прага XV — 2:1 - Спарта — Лібень — 7:0 28.04 - Славія — Прага XV — 5:1 (?, Ванік, Прошек-2, Бєлка) - Сміхов — Лібень — 2:3 - Вршовіце — Вікторія — 4:2 - Спарта — Метеор VIII — 6:1 (Янда-2, Червений, Тламіха-Ада, Турек, ?) 5.05 - Славія — Вршовіце — 8:0 (Ванік-3, Прошек-3, Седлачек, ?) - Сміхов — Метеор VIII — 2:1 - Спарта — Уніон — 0:0 12.05 - Славія — Вікторія — 5:0 (Бєлка, Седлачек, Ванік-3) - Уніон — Сміхов — 3:1 - Вршовіце — Лібень — 3:0 |

Матч між «Славією» і «Спартою» був перенесений на 9 червня у зв'язку з великою кількість травмованих у складі «спартанців». «Славія» перемогла з мінімальним рахунком.
| 09.06.1918 |

| Славія (Прага) | 1 — 0 | Спарта (Прага) |
| -------------- | ----- | -------------- |
| ?              |       |                |

| Прага Глядачів: 8000 |

### Таблиця результатів
| 1925                | СЛА  | СПА | ВРШ | ВІК | УНІ | МЕТ | ПРА | ЛІБ  | СМІ  |
| ------------------- | ---- | --- | --- | --- | --- | --- | --- | ---- | ---- |
| Славія (Прага)      | ХХХ  | 1:0 | 8:0 | 5:0 | 5:0 | 8:0 | 5:1 | 10:0 | 11:2 |
| Спарта (Прага)      | 0:1  | ХХХ | 8:2 | ?   | 0:0 | 6:1 | 2:0 | 7:0  | 5:0  |
| Вршовіце (Прага)    | 0:8  | 2:8 | ХХХ | 4:2 | 2:0 | 5:3 | ?   | 3:0  | 1:1  |
| Вікторія (Жижков)   | 0:5  | ?   | 2:4 | ХХХ | ?   | 4:0 | 2:1 | 7:1  | ?    |
| Уніон (Жижков)      | 0:5  | 0:0 | 0:2 | ?   | ХХХ | 0:1 | 2:1 | ?    | 3:1  |
| Метеор-VIII (Прага) | 0:8  | 1:6 | 3:5 | 0:4 | 1:0 | ХХХ | ?   | 0:0  | 1:2  |
| СК Прага VII        | 1:5  | 0:2 | ?   | 1:2 | 1:2 | ?   | ХХХ | ?    | 0:5  |
| Лібень (Прага)      | 0:10 | 0:7 | 0:3 | 1:7 | ?   | 0:0 | ?   | ХХХ  | 3:2  |
| Сміхов              | 2:11 | 0:5 | 1:1 | ?   | 1:3 | 2:1 | 5:0 | 2:3  | ХХХ  |

## Склад чемпіона
Орієнтовний склад «Славії» у 1918 році::
| Воротар: Рудольф Главачек. Захисники: Антонін Раценбергер, Вальдгегер, Морвай. Півзахисники: Войтех Заїчек, Франтішек Фіхта, Валентин Лоос. Нападники: Йозеф Седлачек, Йозеф Бєлка, Вацлав Шубрт, Вацлав Прошек, Ян Ванік, Гаєк. Тренер: Джон Вільям Мадден. |

## Фінальний турнір
Переможці регіональних ліг розіграли між собою титул чемпіона країни. Всі матчі не відбулись.
Один з цих матчів: «Славія» (Прага) — СК «Крочеглави» — 5:1
|   | турнірна таблиця   | І | В | Н | П | МЗ | МП | DR  | О |
| - | ------------------ | - | - | - | - | -- | -- | --- | - |
| 1 | Славія (Прага)     | 3 | 3 | 0 | 0 | 15 | 2  | +13 | 6 |
| 2 | Пардубіце          | 2 | 1 | 0 | 1 | 5  | 9  | -1  | 2 |
| 3 | Крочеглави         | 2 | 1 | 0 | 1 | 4  | 6  | -2  | 2 |
| 4 | Вікторія (Пльзень) | 3 | 0 | 0 | 3 | 2  | 12 | -10 | 0 |